# Giulio Gedda
Giulio Gedda (Torino, 16 aprile 1899 – Collegno, 7 settembre 1970) è stato un compositore italiano, e direttore d'orchestra.
Ha studiato al Liceo Musicale di Torino, sotto la guida di Grossi per il violoncello, di Matthey per l'organo e di Alfano per la composizione.
Dal 1929 ha iniziato l'attività di direttore d'orchestra, alternata all'insegnamento di armonia, contrappunto e fuga al Conservatorio di Torino.
Tra le composizioni principali, annoveriamo: L'Amoroso Fantasma (1931), opera buffa; musica per orchestra (Poema elegiaco), musica strumentale e vocale da camera.